# Clădirea fostei fabrici de vin a lui Zaharian (Ciumai)
Clădirea fostei fabrici de vin a lui Zaharian este o clădire amplasată în Ciumai, raionul Taraclia, Republica Moldova. Este un monument istoric și arhitectural de importanță națională inclus în Registrul monumentelor Republicii Moldova ocrotite de stat cu nr. 368 (raionul Taraclia). Datează de la sf. sec. XIX.